# 恩斯特·罗泽尔
恩斯特·罗泽尔（瑞典語：Ernst Rosell，1881年12月3日—1953年7月26日），瑞典男子射击运动员。他曾代表瑞典参加1908年夏季奥林匹克运动会射击比赛，获得男子团体移动靶金牌。